# Stary cmentarz żydowski w Brodach
Stary Cmentarz żydowski w Brodach – znajduje się w północnej części miasta, na dawnym przedmieściu Wielkie Folwarki, przy ulicy Sportowej 1.
Pierwsze miejsce pochówków znajdowało się koło Synagogi Wielkiej, ale w początku XVII w. pogrzeby przeniosły się na nekropolię, wytyczoną na dawnym przedmieściu Wielkie Folwarki. Funkcjonował do 1831 roku.
Po otwarciu Nowego Cmentarza był nieczynny, ale istniał aż do okresu drugiej wojny światowej. Przed 1939 rokiem ciągnęła się wzdłuż niego ul. Okopowa. Otoczony wysokim murem, z szarego kamienia.
W latach 1941–1944 Stary Cmentarz został całkowicie zniszczony przez Niemców. W okresie ZSRR na jego części wybudowano stadion miejski „Jubileuszowy”. Dopiero w czasach niepodległej Ukrainy gmina żydowska stworzyła tu symboliczny skwer pamięci.